# Острів Нуль
Острів Нуль — вигаданий острів у Гвінейській затоці, розташований в початковій точці відліку системи географічних координат, тобто в точці перетину екватора з нульовим меридіаном 0° пн. ш. 0° сх. д. / 0° пн. ш. 0° сх. д..
Цей вигаданий острів доданий в набір геоданних Natural Earth, переданих у суспільне надбання. Natural Earth описує цю точку, як «острів площею 1 м²» з шкалою рангу 100, що не має положення на карті. Створений жартома, острів використовується у багатьох картографічних системах для відстежування помилок. Ідея створення острова з'явилася в 2011 р. або ненабагато раніше. Відтоді згадувався у багатьох документах в Інтернеті. Насправді, на передбачуваному місцезнаходженні острова розташований метеорологічний буй американської Національної адміністрації по океану і атмосфері — частина системи PIRATA.
Найближче до Острова Нуль велике місто знаходиться за 783 км на північний схід від нього: це Лагос, велике портове місто Нігерії[неавторитетне джерело].

## Ресурси Інтернету
- Nullisland.com